# 기산텔레콤
기산텔레콤(Kisan Telecom Co. Ltd.)는 무선 통신장비 기업이다. DAS 중계기, Wi-Fi AP 등을 생산하며 본사는 서울특별시 송파구 방이동 66-2에 위치해 있으며 대표이사는 박병기이다. 2022년 분기 매출액 3억 원 미만으로 거래정지가 된 적이 있다

## 상장
1999년 11월 18일에 상장하였다.

## 참고문헌
1. ↑  김준형, 기산텔레콤, 주가 급등...무인항공기 핵심 기술 보유 눈길, 빅데이터뉴스, 2023-10-19
2. ↑  기술분석보고서-기산텔레콤, 2023.10.12.
3. ↑  김성현, 기산텔레콤 주가 급등세, K2전차 폴란드 수출 영향 받았나, 공감신문, 2022.08.05
4. ↑  최현호, 尹 정책 테마주 '기산텔레콤' 거래정지…투자자들 '멘붕`, 파이낸셜뉴스, 2022.05.17